# 怪物海灘
《怪物海灘》（英文：Monster Beach）是一部2014年的澳洲電視電影，是由布魯斯·凱恩、Maurice Argiro、帕特里克·克勞利所創作，電影於2014年10月31日在卡通頻道播出。

## 角色
- 小甄（Jan）

配音：卡茲米·伊凡斯（英語）
- 力奇（Dean）

配音：達瑞恩·普羅沃斯特（英語）

## 外部連結
- 官方网站
- 互联网电影数据库（IMDb）上《怪物海灘》的资料（英文）（电视电影）
- 互联网电影数据库（IMDb）上《怪物海灘》的资料（英文）（電視動畫）